# Akka (namn)
Akka är ett samiskt kvinnonamn som betyder kvinna, hustru. 
Den 31 december 2017 fanns det totalt 5 kvinnor folkbokförda i Sverige med namnet Akka, varav en kvinna bar det som tilltalsnamn.
Namnsdag i Sverige: saknas

Namnsdag i Finland (finlandssvenska namnlängden): saknas